# Xixianykus

Порівняння розмірів

Xixianykus — рід динозаврів тероподів альвареззаврид пізнього крейдяного періоду Китаю.

## Опис
Xixianykus був маленькою твариною, приблизно 50 сантиметрів завдовжки та 20 сантиметрів заввишки. Це один з найменших відомих викопних динозаврів. Здається, він має багато пристосувань до бігового способу життя. Він мав довжину близько 50 сантиметрів, але мав 20-сантиметрові ноги та коротку стегнову кістку в поєднанні з довгою великогомілковою кісткою та плесновою кісткою, що свідчить про те, що він був швидким бігуном. Ймовірно, тіло було вкрите пір'ям.